# Pangkalan (Aek Natas)
Pangkalan is een bestuurslaag in het regentschap Labuhan Batu Utara van de provincie Noord-Sumatra, Indonesië. Pangkalan telt 2137 inwoners (volkstelling 2010).